# 2008-as MotoGP-világbajnokság

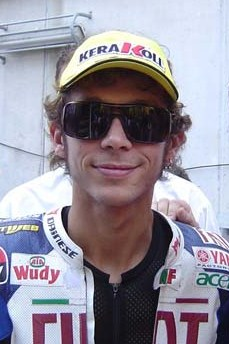
Valentino Rossi, a világbajnok

A 2008-as MotoGP-világbajnokság volt a gyorsaságimotoros-világbajnokság hatvanadik szezonja. A világbajnokság március 9-től október 26-ig tartott, ezalatt 18 versenyt rendeztek, a nagy részét, 11-et Európában. Egy versenyen, az amerikai nagydíjon csak a MotoGP, vagyis a királykategória képviseltette magát. Itt Valentino Rossi nyert. A másik amerikai versenyen, Indianapolisban a 250 köbcentiméteresek versenyét a rossz időjárási körülmények miatt, melyet az Ike hurrikán okozott, el kellett törölni. A hurrikán egyébként a MotoGP versenyét is lerövidítette, 30 helyett végül csak 20 körös lett.
A 125 köbcentimétereseknél a francia Mike di Meglio diadalmaskodott, vagyis az elmúlt 12 évhez hasonlóan ezúttal sem történt címvédés. A címvédő, Talmácsi Gábor ugyanis csak a mezőny harmadik helyén végzett. A magyar versenyzőt sorozatos kiesések, gyengébb helyezések, valamint a szezon közepén egy kézsérülés is hátráltatta világbajnoki címe megvédésében. A szezon végén a képzeletbeli dobogó második fokára, di Meglio és Talmácsi közé, Simone Corsi állhatott fel. A kategóriában megdőlt egy rekord, ugyanis Scott Redding angliai győzelmével a legfiatalabb nagydíjgyőztes lett, 15 évesen és 170 naposan. Ezzel Marco Melandri rekordját döntötte meg, aki 1998-ban Hollandiában, 15 évesen és 324 naposan tudott győzni. Az év újonca is Redding lett.
A 250 köbcentiméteres géposztályban Marco Simoncelli végzett az összetett első helyén. Miután a versenyző az első két versenyen kiesett, és később már csak 2 alkalom volt, amikor nem tudott felállni a dobogóra (Sanghaj, Misano), ezért magabiztosan, 281 ponttal lett világbajnok, a 244 pontos Álvaro Bautista és a 196 pontos Mika Kallio előtt. A legjobb újonc itt Mattia Pasini lett, aki az év első felében rendkívül jól állt, az első versenyt megnyerte, a második, negyedik és ötödik futamon pedig felállhatott a dobogóra. Később azonban visszaesett a teljesítménye, végül nyolcadik lett.
A MotoGP-ben szintén egy olasz, Valentino Rossi diadalmaskodott. Azzal, hogy 2 év után ismét világbajnoki címet szerzett (2006-ban Hayden, 2007-ben Stoner nyert), megismételte Giacomo Agostini teljesítményét, mivel csak ők ketten tudtak 2 vesztes év után ismét győzni. Rossi egyébként rekordnak számító, 373 ponttal szerezte meg nyolcadik világbajnoki címét. Év elején az előző évi negyedliteres világbajnok, Jorge Lorenzo vezetett, később azonban megsérült, valamint többször ki is esett, végül negyedik lett. Ezzel együtt ő lett az év újonca. A második és harmadik helyen a 2007-es világbajnok Casey Stoner és Dani Pedrosa végzett. Rossi a szezon minden versenyén pontszerző helyen ért célba, ezeken – egy ötödik és egy tizenegyedik helyet kivéve – mindegyiken a dobogón végzett.

## Versenynaptár
A 2008-as versenynaptár 2007 júliusában vált véglegessé. Később ezen módosítottak, a japán nagydíj az ausztrál verseny elé került. Az előző évi versenynaptárhoz képest 2 helyen változott a program. A portugál nagydíj április 20. helyett egy héttel korábban, április 13-án került megrendezésre, míg a szezonzáró valenciai nagydíjat is egy héttel korábban rendezték, november 2. helyett október 26-án. A laguna secai amerikai versenyen csak a királykategória vett részt, ugyanis a Kaliforniában hatályos környezetvédelmi törvény értelmében a kétütemű motorok, vagyis a 250 és a 125 köbcentiméteres géposztály nem szerepelhettek a versenyen.
| #  | Hivatalos MotoGP™ Verseny név | Pálya                             | Város / Település | Dátum          | Pályarajz           |
| -- | ----------------------------- | --------------------------------- | ----------------- | -------------- | ------------------- |
| 1  | katari nagydíj                | Losail International Circuit‡     | Doha              | március 9.     | Losail              |
| 2  | spanyol nagydíj               | Circuito de Jerez-Ángel Nieto     | Jerez             | március 30.    | Jerez               |
| 3  | portugál nagydíj              | Autódromo do Estoril              | Estoril           | április 13.    | Estoril             |
| 4  | kínai nagydíj                 | Shanghai International Circuit    | Sanghaj           | május 4.       | Shanghai            |
| 5  | francia nagydíj               | Le Mans Bugatti Circuit           | Le Mans           | május 18.      | Le Mans             |
| 6  | olasz nagydíj                 | Mugello Circuit                   | Mugello           | június 1.      | Mugello             |
| 7  | katalán nagydíj               | Circuit de Catalunya              | Barcelona         | június 8.      | Katalónia           |
| 8  | brit nagydíj                  | Donington Park                    | Nottingham        | június 22.     | Donington           |
| 9  | holland nagydíj               | TT Circuit Assen                  | Assen             | június 28.     | Assen               |
| 10 | német nagydíj                 | Sachsenring                       | Chemnitz          | július 13.     | Sachsenring         |
| 11 | amerikai nagydíj              | Mazda Raceway Laguna Seca†        | Monterey          | július 20.     | Laguna Seca         |
| 12 | cseh nagydíj                  | Masaryk Circuit                   | Brno              | augusztus 17.  | Brno                |
| 13 | San Marinó-i nagydíj          | Misano World Circuit              | Misano            | augusztus 31.  | Misano              |
| 14 | indianapolisi nagydíj         | Indianapolis Motor Speedway       | Indianapolis      | szeptember 14. | Indianapolis        |
| 15 | japán nagydíj                 | Twin Ring Motegi                  | Motegi            | szeptember 28. | Motegi              |
| 16 | ausztrál nagydíj              | Phillip Island Grand Prix Circuit | Phillip Island    | október 5.     | Phillip Island      |
| 17 | maláj nagydíj                 | Sepang International Circuit      | Kuala Lumpur      | október 19.    | Sepang              |
| 18 | valenciai nagydíj             | Circuit Ricardo Tormo             | São Paulo         | november 2.    | Circuit de Valencia |

‡ = Esti verseny:† = Csak a MotoGP-nek rendeztek versenyt.

## Összefoglaló

### MotoGP

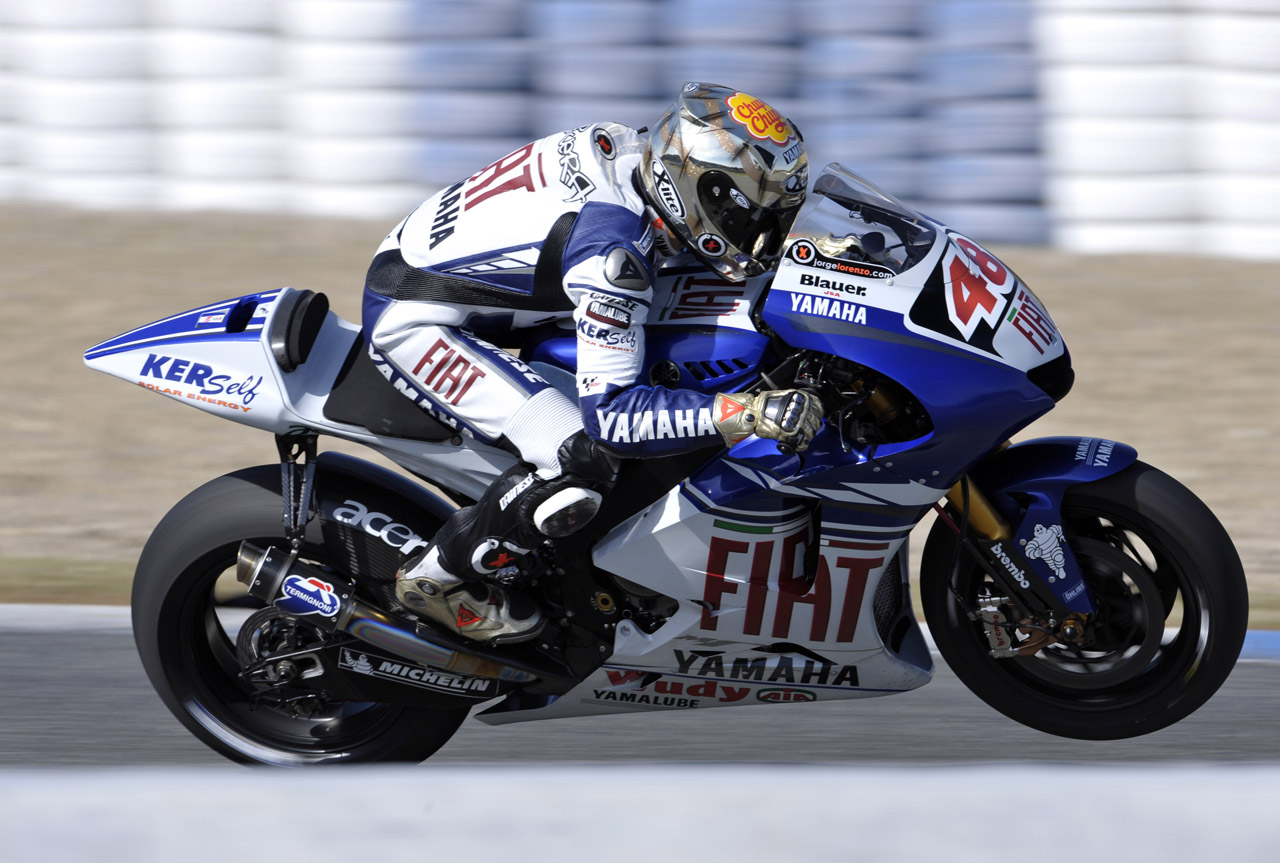
Jorge Lorenzo

A királykategória, ugyanúgy, ahogy a 250 és a 125 köbcentiméteres géposztály, a történelmi katari nagydíjjal indult. A versenyt végül az ausztrál Casey Stoner nyerte, az első két versenyen a pole-pozícióból induló újonc, Jorge Lorenzo, valamint Dani Pedrosa előtt. Spanyolországban a hazai közönség előtt versenyző Pedrosa győzött Rossi és Lorenzo előtt. Stoner az egész versenyhétvége alatt technikai problémákkal küszködött, végül 11. lett, miután kétszer is elhagyta a pályát. A portugál nagydíjon Lorenzo megszerezte első királykategóriás győzelmét. Második Pedrosa, harmadik Rossi lett. Kínában Rossi megszerezte első győzelmét a szezon során, melyet másik kettő követett Franciaországban és a hazai, mugellói versenyen, melyet már hetedszer sikerült megnyernie.
A katalán futamot Pedrosa nyerte, majd a következő három verseny: a brit, a holland és a német, Stoner győzelmével fejeződött be. Az ausztrál versenyzőnek mindhárom versenyen összejött a mesterhármas, vagyis a győzelem mellett mindenütt megszerezte a pole-pozíciót, valamint a leggyorsabb kör is az övé volt.
A szezon hátralévő része Rossiról szólt, aki innentől kezdve csak az Ausztrál és a maláj nagydíjon nem győzött (előbbin második, utóbbin harmadik lett). Indianapolisban neki is sikerült a mesterhármas.
Stoner, Pedrosa és Lorenzo tulajdonképpen csak a szezon első felében voltak komoly ellenfelei Rossinak. Stonert technikai nehézségek, míg Pedrosát és Lorenzót sérülések hátráltatták, Lorenzónak például a dobogóra lépéshez, valamint a motorra való felüléshez is többször segítség kellett. Rossi már bőven a szezon vége előtt megszerezte nyolcadik világbajnoki címét, és végül pontrekorddal, 373 ponttal lett bajnok.

### 250 cm³

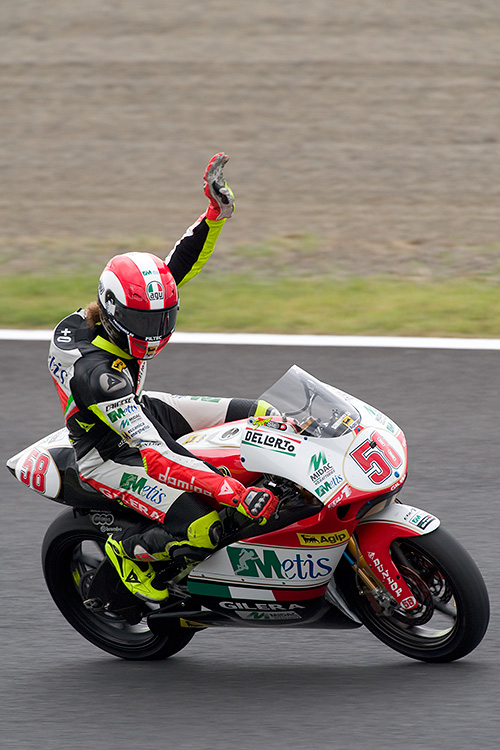
Marco Simoncelli

Miután a tavalyi világbajnokság első három helyezettje, a világbajnok Jorge Lorenzo, a második helyezett Andrea Dovizioso és a harmadik Alex de Angelis is felment a MotoGP-be, a negyedlitereseknél egy meggyengült mezőny vágott neki az idénynek.
A szezon első versenyei a nem kifejezetten vb-esélyes pilótákról szóltak. A szezonnyitó katari versenyt az újonc Mattia Pasini nyerte, Mika Kallio az első négy futamon összesen két győzelmet és két harmadik helyet szerzett, ekkor ők ketten álltak az élen, ugyanis a többiek, főként Marco Simoncelli és Álvaro Bautista a szezonnak ebben a részében nem nyújtott kiegyensúlyozott teljesítményét.
Ezt követően mind Kallio, de még inkább Pasini teljesítménye visszaesett, előbbi végül harmadik, utóbbi csak a nyolcadik helyen végzett.
A világbajnok végül Marco Simoncelli lett, aki az első két versenyen kiesett, azt követően azonban minden versenyen pontszerzőként ért célba, egyszer a negyedik, egyszer a hatodik helyen, a többin dobogón végzett. Legnagyobb ellenfele Kallio visszaesése után Álvaro Bautista volt, akivel a legtöbb esetben felváltva osztoztak a futamgyőzelmeken. Végül Simoncelli Malajziába már világbajnokként érkezett, itt és Ausztráliában egy harmadik és egy első hely volt a mérlege.
Simoncellivel kapcsolatban több vitás eset is történt. Spanyolországban például összeütközött a vezető Bautistával, ekkor első ránézésre úgy tűnt, egyértelműen Simoncelli hibázott. Később Bautista elmondta, motorhiba miatt lelassult, ezért ütközhetett össze vele az olasz. A másik látványos eset Mugellóban volt. Nem sokkal a verseny vége előtt a mögötte haladó Barberá a célegyenesben megpróbálta megelőzni őt, azonban hozzáért Simoncelli fékkarjához, kibillentve őt az egyensúlyából. Végül mégis Barberá járt rosszabbul, ugyanis ő hatalmasat esett, a motorja teljesen összetört, ő pedig nagy sebességgel nekicsúszott a betonfalnak.
A mezőnyben egyetlen magyar volt, Tóth Imre. Ő édesapja csapatában, a Team Toth-ban versenyzett, csapattársa Héctor Barberá volt. Míg csapattársa legtöbbször a futamgyőzelemért harcolt, addig Tóth legtöbbször a mezőny végén motorozott, és a pontszerző helyekért volt kénytelen küzdeni. Barberá végül a szezon végén a hatodik lett 142 szerzett ponttal és több dobogós helyezéssel. Tóth Imre a 20. lett, legjobb eredménye két 13. hely volt, ezen kívül még háromszor mondhatta magát pontszerzőnek, ezeken az egy pontot érő 15. lett. A mezőnyben öt újonc volt, Mattia Pasini, Héctor Faubel, Lukáš Pešek, Doni Tata Pradita és Russell Gómez. Közülük a legjobb helyen Pasini végzett, ezzel ő lett az év újonca-díj győztese is.
Az indianapolisi nagydíjat a géposztály számára nem rendezték meg, ugyanis az Ike hurrikán miatt heves esőzések voltak abban az időszakban a pálya környékén, így, bár az időmérőt megtartották (Simoncelli végzett az élen), úgy döntöttek, hogy a versenyzők biztonsága érdekében a versenyt már nem rendezik meg.

### 125 cm³
Az előző évi világbajnok, Talmácsi Gábor, a legtöbb élen végző pilótával ellentétben maradt a géposztályban. A címvédő számára nem indult jól a szezon, az első öt versenyen mindössze egyszer állhatott a dobogóra. Katarban műszaki hiba miatt a végén lelassulva tizenkettedik lett, míg Spanyolországban kiesett. Portugáliában a hatodik helyen végzett, majd az esős kínai nagydíjon már a dobogóra állhatott. Ekkorra a riválisok, di Meglio, Corsi, Bradl és Terol már jelentős előnnyel vezettek előtte az összetettben. Az olasz versenytől kezdődően egy jobb időszak kezdődött számára, innentől kezdve a legtöbb versenyen dobogóra állhatott, és megkezdte a felzárkózást. Mivel di Meglio kiegyensúlyozott teljesítményével korán bebiztosította vb-címét, Talmácsi számára a második hely volt a cél. Azonban az Indianapolisi verseny előtt sajkacsont-törést szenvedett, ez a szezon végéig jelentősen hátráltatta a jó eredmények elérésében. Ennek ellenére egészen az utolsó versenyig nyitott volt a második, harmadik és a negyedik hely sorsa. Ekkor dobogós helyezéseinek köszönhetően Talmácsi állt a második, Corsi a harmadik, Bradl a negyedik helyen. Mivel Talmácsi kiesett, Corsi pedig nyert, a pontversenyben helyet cserétek. Bradl is kiesett, így ő maradt a negyedik helyen. Az előszerződésnek köszönhetően, amit 2007-ben kötött, 2009-re felkerült a negyedliteresek közé.
A világbajnoki címet a francia Mike di Meglio szerezte meg. Az egész szezon során mindössze egyszer esett ki, ezenkívül minden versenyen pontszerzőként ért célba, legtöbbször dobogós helyen. A kiesésen kívül legrosszabb eredménye az indianapolisi tizedik hely volt. Összesen négy, a francia, a katalán, a német és az ausztrál versenyt nyerte meg, háromszor végzett a második és egyszer a harmadik helyen. Az idény végén biztossá vált, hogy a 2009-es szezont már ő is a 250 köbcentiméteres géposztályban kezdi meg.
Ebben az évben a géposztályban nyolc futamgyőztes volt, köztük olyanok, akik először állhattak fel a dobogó tetejére. Ők a már említett di Meglio, Corsi, Talmácsi, Bradl és Terol, valamint Andrea Iannone, Scott Redding és Sergio Gadea is szerzett 1-1 futamgyőzelmet. Scott Redding futamgyőzelmét 15 évesen és 170 naposan szerezte, ezzel minden idők legfiatalabb győztese lett. Marco Melandri rekordját döntötte meg, aki az 1998-as holland nagydíjon 15 éves és 324 napos volt, amikor felállhatott a dobogó tetejére.
2008-ban kilenc olyan versenyző volt, aki esélyes volt az év újonca díj elnyerésére. Közülük kiemelkedett Redding és Marc Márquez, előbbi futamgyőzelmet, utóbbi dobogós helyezést szerzett, míg a többi versenyző legtöbbször a pontszerzésért harcolt. Az év újonca végül Redding lett, aki az évet az összetett 11. helyén zárta, megelőzve Márquezt és a szintén spanyol Efrén Vázquezt. Márquez úgy lett a második legjobb újonc (összesítésben tizenharmadik), hogy a szezon első két és utolsó két versenyét sérülés miatt ki kellett hagynia.

## Versenyek
| #  | Időpont        | Nagydíj               | Helyszín       | 125 cm³ győztes        | 250 cm³ győztes        | MotoGP győztes  | Összefoglaló |
| -- | -------------- | --------------------- | -------------- | ---------------------- | ---------------------- | --------------- | ------------ |
| 1  | Március 9.     | katari nagydíj        | Losail         | Sergio Gadea           | Mattia Pasini          | Casey Stoner    | Összefoglaló |
| 2  | Március 30.    | spanyol nagydíj       | Jerez          | Simone Corsi           | Mika Kallio            | Dani Pedrosa    | Összefoglaló |
| 3  | Április 13.    | portugál nagydíj      | Estoril        | Simone Corsi           | Álvaro Bautista        | Jorge Lorenzo   | Összefoglaló |
| 4  | Május 4.       | kínai nagydíj         | Shanghai       | Andrea Iannone         | Mika Kallio            | Valentino Rossi | Összefoglaló |
| 5  | Május 18.      | francia nagydíj       | Le Mans        | Mike Di Meglio         | Alex Debón             | Valentino Rossi | Összefoglaló |
| 6  | Június 1.      | olasz nagydíj         | Mugello        | Simone Corsi           | Marco Simoncelli       | Valentino Rossi | Összefoglaló |
| 7  | Június 8.      | katalán nagydíj       | Catalunya      | Mike Di Meglio         | Marco Simoncelli       | Dani Pedrosa    | Összefoglaló |
| 8  | Június 22.     | brit nagydíj          | Donington      | Scott Redding          | Mika Kallio            | Casey Stoner    | Összefoglaló |
| 9  | Június 28.     | holland nagydíj       | Assen          | Talmácsi Gábor         | Álvaro Bautista        | Casey Stoner    | Összefoglaló |
| 10 | Július 13.     | német nagydíj         | Sachsenring    | Mike Di Meglio         | Marco Simoncelli       | Casey Stoner    | Összefoglaló |
| 11 | Július 20.     | amerikai nagydíj      | Laguna Seca    | Nem rendeztek versenyt | Nem rendeztek versenyt | Valentino Rossi | Összefoglaló |
| 12 | Augusztus 17.  | cseh nagydíj          | Brno           | Stefan Bradl           | Alex Debón             | Valentino Rossi | Összefoglaló |
| 13 | Augusztus 31.  | San Marinó-i nagydíj  | Misano         | Talmácsi Gábor         | Álvaro Bautista        | Valentino Rossi | Összefoglaló |
| 14 | Szeptember 14. | indianapolisi nagydíj | Indianapolis   | Nicolás Terol          | Elmaradt               | Valentino Rossi | Összefoglaló |
| 15 | Szeptember 28. | japán nagydíj         | Motegi         | Stefan Bradl           | Marco Simoncelli       | Valentino Rossi | Összefoglaló |
| 16 | Október 5.     | ausztrál nagydíj      | Phillip Island | Mike di Meglio         | Marco Simoncelli       | Casey Stoner    | Összefoglaló |
| 17 | Október 19.    | maláj nagydíj         | Sepang         | Talmácsi Gábor         | Álvaro Bautista        | Valentino Rossi | Összefoglaló |
| 18 | Október 26.    | valenciai nagydíj     | Valencia       | Simone Corsi           | Marco Simoncelli       | Casey Stoner    | Összefoglaló |

- Az eredetileg 30 körös indianapolisi nagydíj a MotoGP-nek csak 20 körös lett, a 250 köbcentiméteres géposztálynak pedig meg sem rendezték az Ike hurrikán miatt.

## Végeredmény
(Táblázat értelmezése)

(Félkövér: pole-pozícióból indult; dőlt: leggyorsabb kört futott) 

- A kék háttérrel jelzett versenyzők esélyesek az év újonca díj elnyerésére.
- A kék háttérrel jelzett versenyeken esett az eső.

### Pontozás
| Helyezés | 1  | 2  | 3  | 4  | 5  | 6  | 7 | 8 | 9 | 10 | 11 | 12 | 13 | 14 | 15 |
| -------- | -- | -- | -- | -- | -- | -- | - | - | - | -- | -- | -- | -- | -- | -- |
| Pont     | 25 | 20 | 16 | 13 | 11 | 10 | 9 | 8 | 7 | 6  | 5  | 4  | 3  | 2  | 1  |

### MotoGP
| Poz  | Versenyző        | Motor    | QAT | ESP | POR | CHN | FRA | ITA | CAT | GBR | NED | GER | USA | CZE | SMR | IND | JPN | AUS | MAL | VAL | Pont |
| ---- | ---------------- | -------- | --- | --- | --- | --- | --- | --- | --- | --- | --- | --- | --- | --- | --- | --- | --- | --- | --- | --- | ---- |
| 1    | Valentino Rossi  | Yamaha   | 5   | 2   | 3   | 1   | 1   | 1   | 2   | 2   | 11  | 2   | 1   | 1   | 1   | 1   | 1   | 2   | 1   | 3   | 373  |
| 2    | Casey Stoner     | Ducati   | 1   | 11  | 6   | 3   | 16  | 2   | 3   | 1   | 1   | 1   | 2   | Ki  | Ki  | 4   | 2   | 1   | 6   | 1   | 280  |
| 3    | Dani Pedrosa     | Honda    | 3   | 1   | 2   | 2   | 4   | 3   | 1   | 3   | 2   | Ki  | Sér | 15  | 4   | 8   | 3   | Ki  | 2   | 2   | 249  |
| 4    | Jorge Lorenzo    | Yamaha   | 2   | 3   | 1   | 4   | 2   | Ki  | Sér | 6   | 6   | Ki  | Ki  | 10  | 2   | 3   | 4   | 4   | Ki  | 8   | 190  |
| 5    | Andrea Dovizioso | Honda    | 4   | 8   | Ki  | 11  | 6   | 8   | 4   | 5   | 5   | 5   | 4   | 9   | 8   | 5   | 9   | 7   | 3   | 4   | 174  |
| 6    | Nicky Hayden     | Honda    | 10  | 4   | Ki  | 6   | 8   | 13  | 8   | 7   | 4   | 13  | 5   | Sér | Ni  | 2   | 5   | 3   | 4   | 5   | 155  |
| 7    | Colin Edwards    | Yamaha   | 7   | Ki  | 4   | 7   | 3   | 5   | 5   | 4   | 3   | Ki  | 14  | 14  | 10  | 15  | 7   | 8   | 8   | 6   | 144  |
| 8    | Chris Vermeulen  | Suzuki   | 17  | 10  | 8   | Ki  | 5   | 10  | 7   | 8   | 7   | 3   | 3   | 6   | 5   | 9   | Ki  | 15  | 9   | 13  | 128  |
| 9    | Nakano Sinja     | Honda    | 13  | 9   | 10  | 10  | 10  | 9   | 9   | 9   | 8   | 9   | 10  | 4   | 12  | 17  | 8   | 5   | 5   | 7   | 126  |
| 10   | Loris Capirossi  | Suzuki   | 8   | 5   | 9   | 9   | 7   | 7   | Ki  | Sér | Sér | 7   | 15  | 3   | 7   | 16  | 6   | 10  | 7   | 9   | 118  |
| 11   | James Toseland   | Yamaha   | 6   | 6   | 7   | 12  | Ki  | 6   | 6   | 17  | 9   | 11  | 9   | 13  | 6   | 18  | 11  | 6   | Ki  | 11  | 105  |
| 12   | Toni Elías       | Ducati   | 14  | 15  | 12  | 8   | 11  | 12  | Kiz | 11  | 12  | 12  | 7   | 2   | 3   | 12  | 16  | 11  | 15  | 18  | 92   |
| 13   | Sylvain Guintoli | Ducati   | 15  | 16  | 14  | 15  | 13  | 11  | 13  | 13  | 10  | 6   | 12  | 12  | 11  | 7   | 14  | 14  | 13  | 12  | 67   |
| 14   | Alex de Angelis  | Honda    | Ki  | 14  | 11  | 16  | 12  | 4   | Ki  | 15  | Ki  | 4   | 13  | 8   | Ki  | 10  | 17  | Ki  | 14  | 10  | 63   |
| 15   | Randy de Puniet  | Honda    | 9   | Ki  | 15  | 13  | 9   | Ki  | Ki  | 12  | Ki  | 8   | 6   | 16  | Ki  | 13  | 12  | 9   | 10  | 15  | 61   |
| 16   | John Hopkins     | Kawasaki | 12  | 7   | 5   | 14  | Ki  | Ki  | 10  | Ki  | Ni  | Sér | Sér | 11  | 14  | 14  | 10  | 13  | 11  | 14  | 57   |
| 17   | Marco Melandri   | Ducati   | 11  | 12  | 13  | 5   | 15  | Ki  | 11  | 16  | 13  | Ki  | 16  | 7   | 9   | 19  | 13  | 16  | 16  | 16  | 51   |
| 18   | Anthony West     | Kawasaki | 16  | 13  | 16  | 17  | 14  | 15  | 12  | 10  | Ki  | 10  | 17  | 5   | 13  | 11  | 15  | 12  | 12  | 17  | 50   |
| 19   | Ben Spies        | Suzuki   |     |     |     |     |     |     |     | 14  |     |     | 8   |     |     | 6   |     |     |     |     | 20   |
| 20   | Jamie Hacking    | Kawasaki |     |     |     |     |     |     |     |     |     |     | 11  |     |     |     |     |     |     |     | 5    |
| 21   | Okada Tadajuki   | Honda    |     |     |     |     |     | 14  |     |     |     |     |     |     |     |     |     |     |     |     | 2    |
| 22   | Aoki Nobuacu     | Suzuki   |     |     |     |     |     |     |     |     |     |     |     |     |     |     |     |     | 17  |     | 0    |
| -    | Akijosi Koszuke  | Suzuki   |     |     |     |     |     |     |     |     |     |     |     |     |     |     | Ki  |     |     |     | 0    |
| Poz. | Versenyző        | Motor    | QAT | ESP | POR | CHN | FRA | ITA | CAT | GBR | NED | GER | USA | CZE | SMR | IND | JPN | AUS | MAL | VAL | Pont |

### 250 cm³
| Poz. | Versenyző          | Motor   | QAT | ESP | POR | CHN | FRA | ITA | CAT | GBR | NED | GER | CZE | SMR | IND | JPN | AUS | MAL | VAL | Pont |
| ---- | ------------------ | ------- | --- | --- | --- | --- | --- | --- | --- | --- | --- | --- | --- | --- | --- | --- | --- | --- | --- | ---- |
| 1    | Marco Simoncelli   | Gilera  | Ki  | Ki  | 2   | 4   | 2   | 1   | 1   | 2   | 3   | 1   | 3   | 6   | C   | 1   | 1   | 3   | 1   | 281  |
| 2    | Álvaro Bautista    | Aprilia | 6   | Ki  | 1   | 12  | 14  | Ki  | 2   | 3   | 1   | 3   | 2   | 1   | C   | 2   | 2   | 1   | 3   | 244  |
| 3    | Mika Kallio        | KTM     | 3   | 1   | 3   | 1   | 5   | 4   | Ki  | 1   | 7   | 4   | 5   | Ki  | C   | 5   | 3   | Ki  | 11  | 196  |
| 4    | Alex Debón         | Aprilia | 4   | 6   | Ki  | 5   | 1   | 2   | 4   | 7   | 4   | Ki  | 1   | Ki  | C   | 3   | 5   | 6   | Ki  | 176  |
| 5    | Takahasi Júki      | Honda   | 5   | 3   | 6   | 7   | 4   | Ki  | 12  | 9   | 8   | 9   | 6   | 2   | C   | 6   | 7   | 4   | 2   | 167  |
| 6    | Héctor Barberá     | Aprilia | 2   | 5   | 8   | 6   | 12  | Ki  | 3   | 4   | 5   | 2   | 4   | 3   | C   | Ni  | Sér | Sér | Sér | 142  |
| 7    | Aojama Hirosi      | KTM     | 16  | 4   | 5   | 2   | 7   | 8   | 7   | 6   | 6   | 8   | 13  | Ki  | C   | 9   | Ki  | 2   | 5   | 139  |
| 8    | Mattia Pasini      | Aprilia | 1   | 2   | Ki  | 3   | 3   | 5   | 6   | Ki  | Ki  | 6   | 7   | Ki  | C   | 8   | Ki  | Ki  | 9   | 132  |
| 9    | Roberto Locatelli  | Gilera  | 8   | 8   | Ki  | 11  | 13  | 6   | Ki  | 11  | 9   | 10  | 9   | 4   | C   | 10  | 6   | 7   | 4   | 110  |
| 10   | Julián Simón       | KTM     | 11  | 7   | 7   | Ki  | 8   | 11  | 9   | 8   | 10  | 5   | 12  | 5   | C   | 4   | 4   | Ki  | Ki  | 109  |
| 11   | Thomas Lüthi       | Aprilia | 15  | Ki  | 4   | Ki  | 11  | 3   | 5   | 5   | 2   | 7   | Ki  | 7   | Sér | Sér | Sér | 9   | 10  | 108  |
| 12   | Aleix Espargaró    | Aprilia | 9   | 9   | 11  | 9   | 9   | 9   | Ki  | 10  | 17  | 13  | 10  | Ki  | C   | 7   | 8   | 5   | 7   | 92   |
| 13   | Rattapark Vilairot | Honda   | 13  | 12  | 13  | 8   | 15  | 10  | 11  | 16  | 12  | 16  | 11  | 8   | C   | 13  | 9   | 8   | 8   | 73   |
| 14   | Héctor Faubel      | Aprilia | 10  | Ki  | 9   | 10  | 10  | Ki  | 8   | 15  | 11  | 14  | 8   | Ki  | C   | 11  | Ki  | Ki  | 6   | 64   |
| 15   | Lukáš Pešek        | Aprilia | Ki  | 10  | 10  | Ki  | Ki  | Ki  | 10  | 13  | 15  | Ki  | 14  | 9   | C   | 12  | 14  | 10  | Ki  | 43   |
| 16   | Karel Abrahám      | Aprilia | 7   | 13  | 16  | Ki  | Ki  | 7   | Ki  | 12  | Ni  | Ki  | Ki  | 10  | C   | Ni  | 11  | 12  | 17  | 40   |
| 17   | Alex Baldolini     | Aprilia | Ki  | 11  | 12  | Ki  | 16  | 12  | 13  | Ki  | 14  | 11  | 15  | Ki  | C   | 16  | 12  | 13  | 12  | 35   |
| 18   | Fabrizio Lai       | Gilera  | 12  | Ki  | Ki  | 14  | Ki  | 14  | 15  | 17  | 13  | 12  | 17  | 11  | Sér | 15  | 10  | 11  | Ki  | 33   |
| 19   | Manuel Poggiali    | Gilera  | 14  | Ki  | 17  | Ki  | 6   | Ki  | 14  | 14  | Ki  | Ni  | Ni  |     |     |     |     |     |     | 16   |
| 20   | Tóth Imre          | Aprilia | Ki  | 15  | 18  | 16  | 18  | 15  | Ki  | Ki  | 20  | 17  | Ki  | Ki  | C   | 22  | 13  | 15  | 13  | 9    |
| 21   | Eugene Laverty     | Aprilia | Ki  | Ki  | 15  | 13  | Ki  | 13  | Ki  | Ki  | 16  | 15  | 16  | Ki  | Ni  |     |     |     |     | 8    |
| 22   | Federico Sandi     | Aprilia |     |     | 14  |     | 17  |     |     |     |     | Ki  | 18  | 12  |     |     | Ki  |     | 18  | 6    |
| 23   | Manuel Hernández   | Aprilia | Ki  | 14  |     |     |     |     |     |     |     |     |     | 13  | C   | 19  | Ki  | 16  | 16  | 5    |
| 24   | Simone Grotzkyj    | Gilera  |     |     |     |     |     |     |     |     |     |     |     | 15  | C   | Ki  | 15  | 14  | 15  | 4    |
| 25   | Daniel Arcas       | Honda   |     |     |     |     |     |     | Ki  |     |     |     |     |     |     | 20  | 16  | 17  | 14  | 2    |
| 26   | Tomizava Sója      | Honda   |     |     |     |     |     |     |     |     |     |     |     |     |     | 14  |     |     |     | 2    |
| 27   | Toni Wirsing       | Honda   |     |     |     |     |     |     |     |     |     | 20  | 20  | 14  |     |     |     |     | Ki  | 2    |
| 28   | Doni Tata Pradita  | Yamaha  | 17  | 16  | 19  | 15  | Ki  | 17  | 18  | 19  | 19  | 19  | 19  | 16  | C   | 18  | 17  | 18  | 19  | 1    |
| -    | Russell Gómez      | Aprilia | Sér | Sér | Ki  | 17  | 19  | 16  | 17  | 18  | Ki  | Ki  | 21  |     |     |     |     |     |     | -    |
| -    | Ho Wan Chow        | Aprilia |     |     | Ki  |     | Nk  |     |     |     |     | Nk  |     |     |     |     | Nk  |     |     | -    |
| Poz. | Versenyző          | Motor   | QAT | ESP | POR | CHN | FRA | ITA | CAT | GBR | NED | GER | CZE | SMR | IND | JPN | AUS | MAL | VAL | Pont |

|}

#### A szabadkártyások eredményei
| Versenyző      | Eredmény                                                                      |
| -------------- | ----------------------------------------------------------------------------- |
| Sérgio Batista | Nem kvalifikálta magát Portugáliában                                          |
| Toby Markham   | Nem indult a brit nagydíjon                                                   |
| Frederik Watz  | 18. Hollandiában                                                              |
| Győrfi Alen    | 18. Németországban, nem kvalifikálta magát San Marinóban, kiesett Valenciában |
| Stefano Bianco | Nem kvalifikálta magát San Marinóban                                          |
| Barrett Long   | Nem indult Indianapolisban (elmaradt a verseny)                               |

| Versenyző        | Eredmény                               |
| ---------------- | -------------------------------------- |
| Kyle Ferris      | Nem kvalifikálta magát Indianapolisban |
| Takahasi Takumi  | 17. a japán nagydíjon                  |
| Endó Takumi      | 21. Japánban.                          |
| Ito Juki         | 23. Japánban                           |
| Vatanabe Kadzuki | Nem indult Japánban                    |

### 125 cm³
| Poz. | Versenyző           | Motor   | QAT | ESP | POR | CHN | FRA | ITA | CAT | GBR | NED | GER | CZE | SMR | IND | JPN | AUS | MAL | VAL | Pont |
| ---- | ------------------- | ------- | --- | --- | --- | --- | --- | --- | --- | --- | --- | --- | --- | --- | --- | --- | --- | --- | --- | ---- |
| 1    | Mike Di Meglio      | Derbi   | 4   | 9   | 7   | 2   | 1   | 4   | 1   | 2   | 7   | 1   | 2   | Ki  | 10  | 2   | 1   | 5   | 3   | 264  |
| 2    | Simone Corsi        | Aprilia | 7   | 1   | 1   | Ki  | 13  | 1   | 5   | 5   | 3   | 5   | 10  | 3   | 7   | 7   | 8   | 3   | 1   | 225  |
| 3    | Talmácsi Gábor      | Aprilia | 12  | Ki  | 6   | 3   | 14  | 2   | 3   | Ki  | 1   | 3   | 4   | 1   | 14  | 3   | 3   | 1   | Ki  | 206  |
| 4    | Stefan Bradl        | Aprilia | 3   | 4   | 8   | 5   | 6   | 10  | 4   | Ki  | 12  | 2   | 1   | Ki  | 3   | 1   | 2   | Ki  | Ki  | 187  |
| 5    | Nicolás Terol       | Aprilia | 10  | 2   | 3   | 8   | 3   | 7   | Ki  | 18  | 9   | 7   | 5   | 5   | 1   | 5   | Ki  | 9   | 2   | 176  |
| 6    | Bradley Smith       | Aprilia | 16  | 3   | Ki  | Ki  | 2   | 5   | 14  | 10  | 5   | 4   | 6   | 2   | 8   | Ki  | Ki  | 2   | 4   | 150  |
| 7    | Joan Olivé          | Derbi   | 2   | Ki  | 2   | 6   | 8   | 9   | Ki  | 7   | 2   | 5   | 3   | 12  | 12  | 4   | 14  | 7   | Ki  | 142  |
| 8    | Sandro Cortese      | Aprilia | 11  | 10  | 10  | 16  | 11  | 8   | 8   | 9   | 4   | 6   | 7   | 7   | 5   | 6   | 6   | 4   | 5   | 141  |
| 9    | Pol Espargaró       | Derbi   | 8   | 14  | 13  | 4   | 4   | 3   | 2   | Ni  | Sér | 17  | 8   | Ki  | 2   | Ki  | 5   | 6   | Ni  | 124  |
| 10   | Andrea Iannone      | Aprilia | 14  | 18  | 11  | 1   | 5   | 12  | Ki  | Ki  | 8   | 11  | 9   | 6   | Ki  | Ki  | 4   | 10  | 6   | 106  |
| 11   | Scott Redding       | Aprilia | 5   | 7   | 21  | Ki  | Ki  | 14  | 6   | 1   | Ki  | 8   | 11  | Ki  | 4   | 8   | 10  | Ki  | 8   | 105  |
| 12   | Sergio Gadea        | Aprilia | 1   | Ki  | 9   | Ki  | 20  | 6   | 9   | 4   | Ki  | Ki  | 12  | 10  | 18  | 9   | Ki  | 12  | Ki  | 83   |
| 13   | Marc Márquez        | KTM     | Sér | Sér | 18  | 12  | Ki  | 19  | 10  | 3   | Ki  | 9   | Ki  | 4   | 6   | Ki  | 9   | Sér | Sér | 63   |
| 14   | Esteve Rabat        | KTM     | 24  | 12  | Ki  | 11  | 17  | 25  | Ni  | 11  | 6   | Kiz | 13  | 9   | Ki  | Ki  | 7   | Ki  | 10  | 49   |
| 15   | Stevie Bonsey       | Aprilia | Ki  | 6   | 4   | 14  | Ki  | 11  | 7   | 17  | 17  | 18  | Ki  | Ki  | 9   | 20  | Ki  | Ki  | Ki  | 46   |
| 16   | Dominique Aegerter  | Derbi   | 17  | 8   | 12  | 17  | 23  | 24  | 12  | 19  | 16  | 10  | 14  | 8   | 11  | 19  | Ki  | 8   | Ki  | 45   |
| 17   | Kojama Tomojosi     | KTM     | Ki  | 13  | 16  | 13  | Ki  | Ki  | 13  | 6   | 13  | Ki  | Ki  | 18  | 19  | 11  |     | 11  | 7   | 41   |
| 18   | Raffaele de Rosa    | KTM     | Ki  | 11  | Ki  | 9   | 9   | 13  | Ki  | 14  | 10  | Ki  | Ki  | Ki  | 13  | 12  | Ki  | Ki  | Ki  | 37   |
| 19   | Daniel Webb         | Aprilia | 6   | Ki  | 5   | Ki  | 21  | Ki  | 11  | Ki  | Sér | Ki  | Ki  | 14  | 15  | 10  | Ni  | Ki  | Ki  | 35   |
| 20   | Efrén Vázquez       | Aprilia | 9   | Ki  | 15  | 10  | Ki  | 18  | 16  | Ni  | Ki  | 15  | 18  | 11  | 20  | 14  | 11  | Ni  | 12  | 31   |
| 21   | Pablo Nieto         | KTM     | 18  | 5   | Ki  | Ni  | Ki  | Ki  | Ki  | Ki  | 20  | 14  | 16  | Ki  | Ki  | 18  | 13  | 14  | 9   | 25   |
| 22   | Lorenzo Zanetti     | KTM     | 21  | Ki  | Ki  | Ki  | 7   | 20  | Ki  | 15  | Ki  | Ki  | 19  | Ki  | 30  | 17  | 12  | 13  | 11  | 22   |
| 23   | Michael Ranseder    | Aprilia | 15  | 16  | 14  | 7   | Ki  | 15  | 17  | 12  | 14  | Ki  | 21  | 13  | Ki  | Ki  | Nk  |     |     | 22   |
| 24   | Nakagami Takaaki    | Aprilia | 19  | 15  | 19  | Ki  | 16  | 16  | 22  | 8   | Ki  | 19  | Ki  | 19  | Ki  | 13  | Ki  | Ki  | 16  | 12   |
| 25   | Randy Krummenacher  | KTM     | 22  | Sér | Sér | Ki  | 10  | 17  | 15  | 13  | 19  | Ki  | 23  | 26  | Sér | Sér | 21  | 19  | 17  | 10   |
| 26   | Pere Tutusaus       | Aprilia | 20  | 19  | 22  | 15  | 12  | 21  | 19  | 22  | 21  | 12  | 20  |     |     |     |     |     | Ki  | 9    |
| 27   | Stefano Bianco      | Aprilia | 13  | Ki  | 17  | Ni  | Ki  | Ki  | 18  | 20  | 11  |     |     |     |     |     |     |     |     | 8    |
| 28   | Alexis Masbou       | Loncin  | Ki  | 21  | 20  | Ki  | 15  | 27  | Ki  | Ki  | 23  | 21  | 26  | Ki  | 26  | 15  | Ki  | Ki  | 14  | 4    |
| 29   | Lorenzo Savadori    | Aprilia |     |     |     |     |     | 22  |     |     |     |     |     | Ki  |     |     |     |     | 13  | 3    |
| 30   | Marcel Schrötter    | Honda   |     |     |     |     |     |     |     |     |     | 13  |     |     |     |     |     |     |     | 3    |
| 31   | Robin Lässer        | Aprilia | 23  | Ni  | Sér | Ki  | Ki  | 28  | Ki  | 21  | 22  | Ki  | 15  | 20  | 17  | 23  | 15  | 20  | Ki  | 2    |
| 32   | Enrique Jerez       | KTM     |     |     |     |     |     |     |     |     |     |     |     |     |     |     | 19  | Ki  | 15  | 1    |
| 33   | Adrián Martín       | Aprilia |     |     |     |     |     |     |     |     |     |     |     | Ki  |     | 25  | 17  | 15  | Ki  | 1    |
| 34   | Jonas Folger        | Aprilia |     |     |     |     |     |     |     |     |     |     | Ki  | 15  | 24  | 16  |     | 17  | 18  | 1    |
| 35   | Hugo van den Berg   | Aprilia | Ki  | Ki  | Ki  | 19  | Ki  | 29  | 21  | 25  | 15  | Ki  | 25  | 24  | 21  | Ki  | Ki  | Ki  | Ki  | 1    |
| -    | Jules Cluzel        | Loncin  | Ki  | 17  | Ki  | Ni  |     | 23  | 20  | 16  | 18  | Ki  | 24  | 16  | 16  | Ki  | Ki  | 16  | 19  | 0    |
| -    | Louis Rossi         | Honda   | 25  | 24  | Sér | 18  | 19  | 32  | 25  | 23  | 24  | 22  | 29  | 23  |     |     |     |     | 23  | 0    |
| -    | Roberto Lacalendola | Aprilia | Ki  | 20  | Ni  | Ki  | 18  | Ki  | 23  | 27  | Ki  |     |     |     |     |     |     |     |     | 0    |
| -    | Marco Ravaioli      | Aprilia |     |     |     |     |     |     |     |     |     | 24  | 22  | 17  | Ki  | 21  | 16  | 18  | 20  | 0    |
| -    | Robert Muresan      | Aprilia | Ki  | 26  | 24  | Ki  | 22  | 34  | 24  | 24  | 25  | 23  | 27  | Sér | 25  | Ki  | Ki  | 22  | 21  | 0    |
| -    | Bastien Chesaux     | Aprilia |     |     |     |     |     |     |     |     |     | Ki  | 28  | 22  | 23  | Ki  | Ki  | 21  | 22  | 0    |
| -    | Cyril Carrillo      | Honda   |     |     | 25  |     | Ki  |     |     |     |     |     |     |     | 28  | 26  | 18  | Ni  | Sér | 0    |
| Poz. | Versenyző           | Motor   | QAT | ESP | POR | CHN | FRA | ITA | CAT | GBR | NED | GER | CZE | SMR | IND | JPN | AUS | MAL | VAL | Pont |

#### A szabadkártyások eredményei
| Versenyző             | Eredmény                                                             |
| --------------------- | -------------------------------------------------------------------- |
| Dino Lombardi         | Spanyolország: kiesett, Portugália: 23.                              |
| Iván Maestro          | 22. Spanyolországban, 27. Portugáliában, kiesett a katalán nagydíjon |
| Axel Pons             | Kiesett Spanyolországban és Katalóniában, 26. Portugáliában          |
| Daniel Sáez           | 23. Spanyolországban, 24. a valenciai nagydíjon, 27. Katalóniában    |
| Alberto Moncayo       | 25. a spanyolországi versenyen                                       |
| Karel Pesek           | 28. Portugáliában                                                    |
| Gioele Pellino        | Kiesett a francia nagydíjon                                          |
| Steven Le Coquen      | Kiesett a francia nagydíjon                                          |
| Tobias Siegert        | Kiesett a francia nagydíjon                                          |
| Valentin Debise       | Kiesett a francia nagydíjon                                          |
| Riccardo Moretti      | 26. Olaszországban, kiesett San Marinóban                            |
| Luca Vitali           | 30. Olaszországban, 25. San Marinóban                                |
| Gabriele Ferro        | 31. Olaszországban, 21. San Marinóban                                |
| Ferruccio Lamborghini | 33. Olaszországban                                                   |
| Ricard Cardús         | 26. a katalán nagydíjon, kiesett Valenciában                         |
| Jordi Dalmau          | Kiesett a katalán nagydíjon                                          |
| Lee Costello          | 26. a brit nagydíjon                                                 |

| Versenyző            | Eredmény                 |
| -------------------- | ------------------------ |
| Matthew Hoyle        | Kiesett a brit nagydíjon |
| Connor Behan         | Kiesett a brit nagydíjon |
| Paul Jordan          | Kiesett a brit nagydíjon |
| Luke Hinton          | Kiesett a brit nagydíjon |
| Michael Van Der Mark | 26. Hollandiában         |
| Robert Gull          | 27. Hollandiában         |
| Jasper Iwema         | 28. Hollandiában         |
| Ernst Dubbink        | 29. Hollandiában         |
| Jerry Van De Bunt    | 30. Hollandiában         |
| Joey Litjens         | Kiesett Hollandiában     |
| Marvin Fritz         | 20. Németországban       |
| Sebastian Kreuziger  | Kiesett Németországban   |
| Eric Hübsch          | Kiesett Németországban   |
| Lukas Sembera        | Kiesett Csehországban    |
| Michal Prasek        | 30. Csehországban        |
| Andrea Touskova      | 31. Csehországban        |
| Gennaro Sabatino     | Kiesett San Marinóban    |

| Versenyző           | Eredmény                             |
| ------------------- | ------------------------------------ |
| PJ Jacobsen         | 22. Indianapolisban                  |
| Davide Stirpe       | 27. Indianapolisban                  |
| Kristian Lee Turner | 29. Indianapolisban                  |
| Janagiszava Júicsi  | 22. Japánban                         |
| Ono Hiroki          | 24. Japánban                         |
| Vatanabe Kazuma     | Kiesett Japánban                     |
| Namihira Jori       | Kiesett Japánban                     |
| Ivata Hirómi        | Kiesett Japánban                     |
| Jed Metcher         | 20. Ausztráliában                    |
| Rhys Moller         | Kiesett Ausztráliában                |
| Brad Gross          | Kiesett Ausztráliában                |
| Jake Horne          | Nem kvalifikálta magát Ausztráliában |
| Blake Leigh-Smith   | Kiesett Ausztráliában                |
| Cristian Traballon  | 25. Valenciában                      |
| Julián Miralles     | Kizárták Valenciában                 |

## Gyártók végeredménye

### MotoGP
| Poz. | Gyártó   | QAT | ESP | POR | CHN | FRA | ITA | CAT | GBR | NED | GER | USA | CZE | SMR | IND | JPN | AUS | MAL | VAL | Pont |
| ---- | -------- | --- | --- | --- | --- | --- | --- | --- | --- | --- | --- | --- | --- | --- | --- | --- | --- | --- | --- | ---- |
| 1    | Yamaha   | 2   | 2   | 1   | 1   | 1   | 1   | 2   | 2   | 3   | 2   | 1   | 1   | 1   | 1   | 1   | 2   | 1   | 3   | 402  |
| 2    | Ducati   | 1   | 11  | 6   | 3   | 15  | 2   | 3   | 1   | 1   | 1   | 2   | 2   | 3   | 4   | 2   | 1   | 6   | 1   | 321  |
| 3    | Honda    | 3   | 1   | 2   | 2   | 4   | 3   | 1   | 3   | 2   | 4   | 4   | 4   | 4   | 2   | 3   | 3   | 2   | 2   | 315  |
| 4    | Suzuki   | 8   | 5   | 8   | 9   | 5   | 7   | 7   | 8   | 7   | 3   | 3   | 3   | 5   | 6   | 6   | 10  | 7   | 9   | 181  |
| 5    | Kawasaki | 12  | 7   | 5   | 14  | 14  | 15  | 10  | 10  | Ki  | 10  | 11  | 5   | 13  | 11  | 10  | 12  | 11  | 14  | 88   |

### 250 cm³
| Poz. | Gyártó  | QAT | ESP | POR | CHN | FRA | ITA | CAT | GBR | NED | GER | CZE | SMR | IND | JPN | AUS | MAL | VAL | Pont |
| ---- | ------- | --- | --- | --- | --- | --- | --- | --- | --- | --- | --- | --- | --- | --- | --- | --- | --- | --- | ---- |
| 1    | Aprilia | 1   | 2   | 1   | 3   | 1   | 2   | 2   | 3   | 1   | 2   | 1   | 1   | C   | 2   | 2   | 1   | 3   | 343  |
| 2    | Gilera  | 8   | 8   | 2   | 4   | 2   | 1   | 1   | 2   | 3   | 1   | 3   | 4   | C   | 1   | 1   | 3   | 1   | 300  |
| 3    | KTM     | 3   | 1   | 3   | 1   | 5   | 4   | 7   | 1   | 6   | 4   | 5   | 5   | C   | 4   | 3   | 2   | 5   | 245  |
| 4    | Honda   | 5   | 3   | 6   | 7   | 4   | 10  | 11  | 9   | 8   | 9   | 11  | 8   | C   | 6   | 7   | 4   | 2   | 174  |
| 5    | Yamaha  | 17  | 16  | 19  | 15  | Ki  | 17  | 18  | 19  | 19  | 19  | 19  | 16  | C   | 18  | 17  | 18  | 19  | 1    |

### 125 cm³
| Poz. | Gyártó  | QAT | ESP | POR | CHN | FRA | ITA | CAT | GBR | NED | GER | CZE | SMR | IND | JPN | AUS | MAL | VAL | Pont |
| ---- | ------- | --- | --- | --- | --- | --- | --- | --- | --- | --- | --- | --- | --- | --- | --- | --- | --- | --- | ---- |
| 1    | Aprilia | 1   | 1   | 1   | 1   | 2   | 1   | 3   | 1   | 1   | 2   | 1   | 1   | 1   | 1   | 2   | 1   | 1   | 401  |
| 2    | Derbi   | 2   | 8   | 2   | 2   | 1   | 3   | 1   | 2   | 2   | 1   | 2   | 8   | 2   | 2   | 1   | 5   | 3   | 319  |
| 3    | KTM     | 18  | 5   | 16  | 9   | 7   | 13  | 10  | 3   | 6   | 9   | 13  | 4   | 6   | 11  | 7   | 11  | 7   | 123  |
| 4    | Loncin  | Ki  | 17  | 20  | Ki  | 15  | 23  | 20  | 16  | 18  | 21  | 24  | 16  | 16  | 15  | Ki  | 16  | 14  | 4    |
| 5    | Honda   | 25  | 24  | 25  | 18  | 19  | 26  | 25  | 23  | 24  | 13  | 29  | 21  | 28  | 22  | 18  | Ni  | 23  | 3    |
| 6    | Seel    |     |     |     |     |     |     |     |     | 28  | 20  |     |     |     |     |     |     |     | 0    |
| 7    | Yamaha  |     |     |     |     |     |     |     |     |     |     |     |     |     |     | Ki  |     |     | 0    |

## Résztvevők

### MotoGP
| Csapat                                               | Konstruktőr | Motor                      | Abroncs | #  | Versenyző        | Fordulók    |
| ---------------------------------------------------- | ----------- | -------------------------- | ------- | -- | ---------------- | ----------- |
| Ducati Marlboro Team Ducati Team (11.és 14. forduló) | Ducati      | Ducati Desmosedici GP8     | B       | 1  | Casey Stoner     | Összes      |
| Ducati Marlboro Team Ducati Team (11.és 14. forduló) | Ducati      | Ducati Desmosedici GP8     | B       | 33 | Marco Melandri   | Összes      |
| Repsol Honda Team                                    | Honda       | Honda RC212V               | B       | 2  | Dani Pedrosa     | 14-18       |
| Repsol Honda Team                                    | Honda       | Honda RC212V               | M       | 2  | Dani Pedrosa     | 1-13        |
| Repsol Honda Team                                    | Honda       | Honda RC212V               | M       | 8  | Tadayuki Okada   | 6           |
| Repsol Honda Team                                    | Honda       | Honda RC212V               | M       | 69 | Nicky Hayden     | 1–11, 13–18 |
| JiR Team Scot MotoGP                                 | Honda       | Honda RC212V               | M       | 4  | Andrea Dovizioso | Összes      |
| Tech 3 Yamaha                                        | Yamaha      | Yamaha YZR-M1              | M       | 5  | Colin Edwards    | Összes      |
| Tech 3 Yamaha                                        | Yamaha      | Yamaha YZR-M1              | M       | 52 | James Toseland   | Összes      |
| Rizla Suzuki MotoGP                                  | Suzuki      | Suzuki GSV-R               | B       | 7  | Chris Vermeulen  | Összes      |
| Rizla Suzuki MotoGP                                  | Suzuki      | Suzuki GSV-R               | B       | 9  | Nobuatsu Aoki    | 17          |
| Rizla Suzuki MotoGP                                  | Suzuki      | Suzuki GSV-R               | B       | 11 | Ben Spies        | 8           |
| Rizla Suzuki MotoGP                                  | Suzuki      | Suzuki GSV-R               | B       | 11 | Ben Spies        | 11, 14      |
| Rizla Suzuki MotoGP                                  | Suzuki      | Suzuki GSV-R               | B       | 64 | Kousuke Akiyoshi | 15          |
| Rizla Suzuki MotoGP                                  | Suzuki      | Suzuki GSV-R               | B       | 65 | Loris Capirossi  | 1–7, 9–18   |
| Kawasaki Racing Team                                 | Kawasaki    | Kawasaki Ninja ZX-RR       | B       | 12 | Jamie Hacking    | 11          |
| Kawasaki Racing Team                                 | Kawasaki    | Kawasaki Ninja ZX-RR       | B       | 13 | Anthony West     | Összes      |
| Kawasaki Racing Team                                 | Kawasaki    | Kawasaki Ninja ZX-RR       | B       | 21 | John Hopkins     | 1–9, 12–18  |
| LCR Honda MotoGP                                     | Honda       | Honda RC212V               | M       | 14 | Randy de Puniet  | Összes      |
| San Carlo Honda Gresini                              | Honda       | Honda RC212V               | B       | 15 | Alex de Angelis  | Összes      |
| San Carlo Honda Gresini                              | Honda       | Honda RC212V               | B       | 56 | Shinya Nakano    | Összes      |
| Alice Team                                           | Ducati      | Ducati Desmosedici GP8 Sat | B       | 24 | Toni Elías       | Összes      |
| Alice Team                                           | Ducati      | Ducati Desmosedici GP8 Sat | B       | 50 | Sylvain Guintoli | Összes      |
| Fiat Yamaha Team                                     | Yamaha      | Yamaha YZR-M1              | B       | 46 | Valentino Rossi  | Összes      |
| Fiat Yamaha Team                                     | Yamaha      | Yamaha YZR-M1              | M       | 48 | Jorge Lorenzo    | Összes      |

| Jelmagyarázat           | Jelmagyarázat |
| ----------------------- | ------------- |
| Hivatalos versenyző     |               |
| Szabadkártyás versenyző |               |
| Helyettes versenyző     |               |

### 250cm³
| Csapat                         | Motor   | Abroncs | #  | Versenyző           | Forduló            |
| ------------------------------ | ------- | ------- | -- | ------------------- | ------------------ |
| Red Bull KTM 250               | KTM     | D       | 4  | Hiroshi Aoyama      | 1-10, 12-18        |
| Red Bull KTM 250               | KTM     | D       | 36 | Mika Kallio         | 1-10, 12-18        |
| Repsol KTM 250cc               | KTM     | D       | 60 | Julián Simón        | 1-10, 12-18        |
| Lotus Aprilia                  | Aprilia | D       | 6  | Alex Debón          | 1-10, 12-18        |
| Lotus Aprilia                  | Aprilia | D       | 41 | Aleix Espargaró     | 1-10, 12-18        |
| Blusens Aprilia                | Aprilia | D       | 7  | Russell Gómez       | 3-10, 12, 18       |
| Blusens Aprilia                | Aprilia | D       | 43 | Manuel Hernández    | 1-2, 13-18         |
| Blusens Aprilia                | Aprilia | D       | 50 | Eugene Laverty      | 1-10, 12-14        |
| Blusens Aprilia                | Aprilia | D       | 92 | Daniel Arcas        | 15-18              |
| Team Toth Aprilia              | Aprilia | D       | 10 | Imre Tóth           | 1-10, 12-18        |
| Team Toth Aprilia              | Aprilia | D       | 21 | Héctor Barberá      | 1-10, 12-14        |
| Team Toth Aprilia              | Aprilia | D       | 27 | Stefano Bianco      | 16                 |
| Team Toth Aprilia              | Aprilia | D       | 93 | Alen Győrfi         | 18                 |
| Emmi – Caffe Latte             | Aprilia | D       | 12 | Thomas Lüthi        | 1-10, 12-14, 17-18 |
| Auto Kelly CP                  | Aprilia | D       | 52 | Lukáš Pešek         | 1-10, 12-18        |
| Thai Honda PTT SAG             | Honda   | D       | 14 | Ratthapark Wilairot | 1-10, 12-18        |
| Metis Gilera                   | Gilera  | D       | 15 | Roberto Locatelli   | 1-10, 12-18        |
| Metis Gilera                   | Gilera  | D       | 58 | Marco Simoncelli    | 1-10, 12-18        |
| Cardion AB Motoracing          | Aprilia | D       | 17 | Karel Abraham       | 1-10, 12-14, 16-18 |
| Mapfre Aspar Team              | Aprilia | D       | 19 | Álvaro Bautista     | 1-10, 12-18        |
| Mapfre Aspar Team              | Aprilia | D       | 55 | Héctor Faubel       | 1-10, 12-18        |
| Matteoni Racing                | Aprilia | D       | 25 | Alex Baldolini      | 1-10, 12-18        |
| Matteoni Racing                | Aprilia | D       | 90 | Federico Sandi      | 12, 13             |
| Campetella Racing              | Gilera  | D       | 27 | Stefano Bianco      | 14                 |
| Campetella Racing              | Gilera  | D       | 32 | Fabrizio Lai        | 1-10, 12-18        |
| Campetella Racing              | Gilera  | D       | 35 | Simone Grotzkyj     | 13-18              |
| Campetella Racing              | Gilera  | D       | 54 | Manuel Poggiali     | 1-10, 12           |
| Yamaha Pertamina Indonesia     | Yamaha  | D       | 45 | Doni Tata Pradita   | 1-10, 12-18        |
| JiR Team Scot 250cc            | Honda   | D       | 72 | Yuki Takahashi      | 1-10, 12-18        |
| Polaris World                  | Aprilia | D       | 75 | Mattia Pasini       | 1-10, 12-18        |
| Longevity Racing               | Yamaha  | D       | 29 | Barrett Long        | 14                 |
| Team Infinity Replicast        | Yamaha  | D       | 38 | Kyle Ferris         | 14                 |
| BM Groundworks                 | Yamaha  | D       | 63 | Toby Markham        | 8                  |
| Jaap Kingma Racing             | Aprilia | D       | 64 | Frederik Watz       | 9                  |
| Burning Blood Racing Team      | Honda   | D       | 65 | Takumi Takahashi    | 15                 |
| Project U FRS                  | Honda   | D       | 66 | Shoya Tomizawa      | 15                 |
| RT Morinokumasan-Satohjuku     | Yamaha  | B       | 67 | Kazuki Watanabe     | 15                 |
| Dog Fight Racing               | Yamaha  | D       | 68 | Yuuki Ito           | 15                 |
| Ser.Spruce/Pro-Tec             | Yamaha  | D       | 69 | Takumi Endoh        | 15                 |
| Zongshen Team of China         | Aprilia | D       | 89 | Ho Wan Chow         | 3, 5, 10, 16       |
| Zongshen Team of China         | Aprilia | D       | 90 | Federico Sandi      | 3, 5, 10           |
| Zongshen AOS Racing            | Aprilia | D       | 90 | Federico Sandi      | 16, 18             |
| Paddock Competições            | Honda   | D       | 91 | Sérgio Batista      | 3                  |
| Team Honda Merson              | Honda   | D       | 92 | Daniel Arcas        | 7                  |
| Motorcycle Competition Service | Honda   | D       | 93 | Alen Győrfi         | 10, 13             |
| Racing Team Germany            | Honda   | D       | 94 | Toni Wirsing        | 10, 12-13, 18      |

| Jelmagyarázat           | Jelmagyarázat |
| ----------------------- | ------------- |
| Hivatalos versenyző     |               |
| Szabadkártyás versenyző |               |
| Helyettes versenyző     |               |

### 125cm³
| Csapat                            | Motor   | Abroncs | #  | Versenyző             | Forduló                 |
| --------------------------------- | ------- | ------- | -- | --------------------- | ----------------------- |
| Bancaja Aspar Team                | Aprilia | D       | 1  | Talmácsi Gábor        | 1-10, 12-18             |
| Bancaja Aspar Team                | Aprilia | D       | 26 | Adrián Martín         | 13, 15-18               |
| Bancaja Aspar Team                | Aprilia | D       | 30 | Pere Tutusaus         | 1-10, 12                |
| Bancaja Aspar Team                | Aprilia | D       | 33 | Sergio Gadea          | 1-10, 12-18             |
| Bancaja Aspar Team                | Aprilia | D       | 54 | PJ Jacobsen           | 14                      |
| Loncin Racing                     | Loncin  | D       | 5  | Alexis Masbou         | 1-10, 12-18             |
| Loncin Racing                     | Loncin  | D       | 16 | Jules Cluzel          | 1-4, 6-10, 12-18        |
| Loncin Racing                     | Loncin  | D       | 61 | Gioele Pellino        | 5                       |
| Belson Derbi                      | Derbi   | D       | 6  | Joan Olivé            | 1-10, 12-18             |
| Belson Derbi                      | Derbi   | D       | 44 | Pol Espargaró         | 1-7, 10, 12-18          |
| Blusens Aprilia Junior            | Aprilia | D       | 7  | Efrén Vázquez         | 1-10, 12-18             |
| Blusens Aprilia Junior            | Aprilia | D       | 45 | Scott Redding         | 1-10, 12-18             |
| BQR Blusens                       | Aprilia | D       | 13 | Dino Lombardi         | 1, 3                    |
| ISPA KTM Aran                     | KTM     | D       | 8  | Lorenzo Zanetti       | 1-10, 12-18             |
| ISPA KTM Aran                     | KTM     | D       | 28 | Enrique Jerez         | 16-18                   |
| ISPA KTM Aran                     | KTM     | D       | 71 | Tomoyoshi Koyama      | 1-10, 12-15             |
| ISPA KTM Aran                     | KTM     | D       | 74 | Davide Stirpe         | 14                      |
| Emmi – Caffe Latte                | Aprilia | D       | 11 | Sandro Cortese        | 1-10, 12-18             |
| Repsol KTM 125                    | KTM     | D       | 12 | Esteve Rabat          | 1-10, 12-18             |
| Repsol KTM 125                    | KTM     | D       | 93 | Marc Márquez          | 2-10, 12-17             |
| Red Bull KTM 125                  | KTM     | D       | 34 | Randy Krummenacher    | 1-2, 4-10, 12-13, 16-18 |
| Red Bull KTM 125                  | KTM     | D       | 94 | Jonas Folger          | 14-15, 18               |
| Red Bull KTM 125                  | KTM     | D       | 71 | Tomoyoshi Koyama      | 17-18                   |
| Red Bull MotoGP Academy           | KTM     | D       | 94 | Jonas Folger          | 12-13, 17               |
| Grizzly Gas Kiefer Racing         | Aprilia | D       | 17 | Stefan Bradl          | 1-10, 12-18             |
| Grizzly Gas Kiefer Racing         | Aprilia | D       | 21 | Robin Lässer          | 1-2, 4-10, 12-18        |
| Grizzly Gas Kiefer Racing         | Aprilia | D       | 95 | Robert Mureșan        | 1-10, 12, 14-18         |
| Grizzly Gas Kiefer Racing         | Aprilia | D       | 42 | Luca Vitali           | 13                      |
| Jack & Jones WRB                  | Aprilia | D       | 18 | Nicolás Terol         | 1-10, 12-18             |
| Jack & Jones WRB                  | Aprilia | D       | 24 | Simone Corsi          | 1-10, 12-18             |
| Jack & Jones WRB                  | Aprilia | D       | 14 | Axel Pons             | 2, 3, 7                 |
| Matteoni Racing                   | Aprilia | D       | 19 | Roberto Lacalendola   | 1-9                     |
| Matteoni Racing                   | Aprilia | D       | 72 | Marco Ravaioli        | 10, 12-18               |
| Matteoni Racing                   | Aprilia | D       | 96 | Lukáš Šembera         | 12                      |
| Onde 2000 KTM                     | KTM     | D       | 22 | Pablo Nieto           | 1-10, 12-18             |
| Onde 2000 KTM                     | KTM     | D       | 35 | Raffaele De Rosa      | 1-10, 12-18             |
| S3+ WTR San Marino Team           | Aprilia | D       | 27 | Stefano Bianco        | 1-6, 8-9                |
| S3+ WTR San Marino Team           | Aprilia | D       | 48 | Bastien Chesaux       | 10, 12-18               |
| I.C. Team                         | Aprilia | D       | 29 | Andrea Iannone        | 1-10, 12-18             |
| I.C. Team                         | Aprilia | D       | 40 | Lorenzo Savadori      | 18                      |
| I.C. Team                         | Aprilia | D       | 60 | Michael Ranseder      | 1-10, 12-18             |
| I.C. Team                         | Aprilia | D       | 73 | Takaaki Nakagami      | 1-10, 12-18             |
| Polaris World                     | Aprilia | D       | 38 | Bradley Smith         | 1-10, 12-18             |
| Degraaf Grand Prix                | Aprilia | D       | 51 | Stevie Bonsey         | 1-10, 12-18             |
| Degraaf Grand Prix                | Aprilia | D       | 56 | Hugo van den Berg     | 1-10, 12-18             |
| Degraaf Grand Prix                | Aprilia | D       | 83 | Jerry van de Bunt     | 9                       |
| Degraaf Grand Prix                | Aprilia | D       | 99 | Danny Webb            | 1-8, 10, 12-18          |
| Ajo Motorsport                    | Derbi   | D       | 63 | Mike Di Meglio        | 1-10, 12-18             |
| Ajo Motorsport                    | Derbi   | D       | 77 | Dominique Aegerter    | 1-10, 12-18             |
| Ajo Motorsports Jnr. Project      | Derbi   | D       | 84 | Robert Gull           | 9                       |
| FFM Honda GP 125                  | Honda   | D       | 69 | Louis Rossi           | 1-2, 4-10, 12-13, 18    |
| FFM Honda GP 125                  | Honda   | D       | 36 | Cyril Carrillo        | 3, 5, 14-17             |
| Bancaja Mir CEV                   | Aprilia | D       | 23 | Julián Miralles       | 18                      |
| Alpo Atlético de Madrid           | Aprilia | D       | 25 | Cristian Trabalón     | 18                      |
| Alpo Atlético de Madrid           | Aprilia | D       | 30 | Pere Tutusaus         | 18                      |
| Alpo Atlético de Madrid           | Honda   | D       | 76 | Iván Maestro          | 2                       |
| SAG Castrol                       | Honda   | D       | 31 | Jordi Dalmau          | 7                       |
| Leigh-Smith Racing                | Honda   | D       | 32 | Blake Leigh-Smith     | 16                      |
| Czech Road Racing JNR.            | Aprilia | D       | 37 | Karel Pešek           | 3, 12                   |
| Junior GP Racing Dream            | Aprilia | D       | 39 | Ferruccio Lamborghini | 6                       |
| Junior GP Racing Dream            | Aprilia | D       | 49 | Gennaro Sabatino      | 13                      |
| RCGM                              | Aprilia | D       | 40 | Lorenzo Savadori      | 6, 13                   |
| RCGM                              | Aprilia | D       | 42 | Luca Vitali           | 6                       |
| ADAC Nordbayern e.V.              | Aprilia | D       | 41 | Tobias Siegert        | 5, 10                   |
| Metasystem RS                     | Honda   | D       | 43 | Gabriele Ferro        | 6, 14                   |
| Gross Racing                      | Yamaha  | D       | 46 | Brad Gross            | 16                      |
| CRP Racing                        | Honda   | D       | 47 | Riccardo Moretti      | 6, 13                   |
| DYDO Miu Racing                   | Honda   | B       | 50 | Hiroomi Iwata         | 15                      |
| Villiers Team Competition         | Honda   | D       | 52 | Steven Le Coquen      | 5                       |
| Racing Motoclub Circuit D'Albi    | KTM     | D       | 53 | Valentin Debise       | 5                       |
| Honda Suzuka Racing               | Honda   | B       | 57 | Iori Namihira         | 15                      |
| 18 Garage Racing                  | Honda   | D       | 58 | Yuuichi Yanagisawa    | 15                      |
| Battle Factory                    | Honda   | D       | 59 | Hiroki Ono            | 15                      |
| Team Plus One                     | Honda   | B       | 62 | Kazuma Watanabe       | 15                      |
| SP 125 Racing/Mackrory Demolition | Honda   | D       | 64 | Matthew Hoyle         | 8                       |
| Buildbase/Knotts                  | Honda   | D       | 65 | Luke Hinton           | 8                       |
| Connor Behan Racing               | Honda   | D       | 66 | Connor Behan          | 8                       |
| Vent-Axia                         | Honda   | D       | 67 | Lee Costello          | 8                       |
| KRP                               | Honda   | D       | 68 | Paul Jordan           | 8                       |
| Rhys Moller Racing                | Honda   | D       | 70 | Rhys Moller           | 16                      |
| Andalucía Derbi                   | Derbi   | D       | 75 | Ricard Cardús         | 7, 18                   |
| Andalucía Derbi                   | Derbi   | D       | 79 | Alberto Moncayo       | 2                       |
| Hune Matteoni                     | Aprilia | D       | 76 | Iván Maestro          | 3, 7                    |
| Gaviota Prosolia Racing           | Aprilia | D       | 78 | Daniel Sáez           | 2, 7, 18                |
| Abbink Bos Racing                 | Seel    | D       | 80 | Joey Litjens          | 9                       |
| Abbink Bos Racing                 | Seel    | D       | 81 | Jasper Iwema          | 9                       |
| Dutch Racing Team                 | Honda   | D       | 82 | Michael van der Mark  | 9                       |
| Kiefer Bos Sotin Jnr. Team        | Seel    | D       | 85 | Marvin Fritz          | 10                      |
| Team Sachsenring                  | Aprilia | D       | 86 | Eric Hübsch           | 10                      |
| Toni Mang Team                    | Honda   | D       | 87 | Marcel Schrötter      | 10                      |
| RZT-Racing                        | Honda   | D       | 88 | Sebastian Kreuziger   | 10                      |
| RV Racing Team                    | Honda   | D       | 89 | Ernst Dubbink         | 9                       |
| Veloce Racing                     | Aprilia | D       | 90 | Kristian Lee Turner   | 14                      |
| Angelo's Aluminium Racing         | Honda   | D       | 91 | Jed Metcher           | 16                      |
| Team Anchor Yamaha                | Honda   | D       | 92 | Jake Horne            | 16                      |
| Roha'c & Fetja Motoracing         | Aprilia | D       | 97 | Michal Prášek         | 12                      |
| Eurowag Junior Racing             | Honda   | D       | 98 | Andrea Toušková       | 12                      |

| Jelmagyarázat           | Jelmagyarázat |
| ----------------------- | ------------- |
| Hivatalos versenyző     |               |
| Szabadkártyás versenyző |               |
| Helyettes versenyző     |               |